# حوزه شکوفه‌های گیلاس

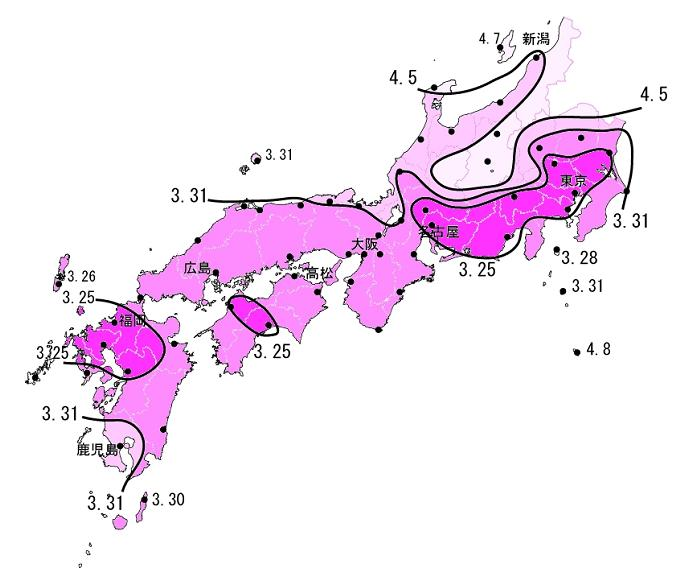
نقشهٔ تهیه شده در سال ۲۰۰۷ میلادی. حوزه شکفتن شکوفه‌های گیلاس خطوطی است که بر روی این نقشه وجود دارد و زمان پیش‌بینی شکوفایی ساکورا را در مناطق مختلف ژاپن نشان می‌دهد.

حوزه شکوفه‌های گیلاس (به ژاپنی: 桜前線, Sakura zensen) خط‌هایی است که زمان پیش‌بینی شده برای باز شدن شکوفه‌های گیلاس یا ساکورا  (بطور اخص سومی-یوشینو) در روی نقشهٔ با آن به هم متصل شده و نشان داده می‌شود. این واژه توسط رسانه‌های گروهی اختراع شده و از سال ۱۹۶۷ میلادی استفاده می‌شود. ساکورا هر ساله بین ماه‌های مارس و آوریل شکوفا می‌شود. به علت اهمیتی که این رویداد در فرهنگ مردم ژاپن دارد گزارش‌های مربوط به درجهٔ باز شدن شکوفه‌ها هر روزه در اخبار به اطلاع عموم رسانده می‌شود. سرعت حرکت خط شکفتن شکوفه‌ها از جنوب تا شمال ژاپن ۲۰ تا ۲۵ کیلومتر در روز است.    